# Franz Wilke
Franz Wilke (* 28. Oktober 1899; † nach 1938) war ein deutscher politischer Funktionär (NSDAP).

## Leben und Tätigkeit
Wilke trat am 11. Mai 1925 in die NSDAP ein (Mitgliedsnummer 4.341). 1926 wurde er Führer des Bezirks IX des Gaues Groß-Berlin. Anschließend fungierte er bis Oktober 1930 als Geschäftsführer und Kassenwart des seit 1926 unter der Führung von Joseph Goebbels stehenden Gaues Berlin-Brandenburg der NSDAP. Wilkes Stellung als einer der engsten Mitarbeiter von Goebbels kam auch darin zum Ausdruck, dass Goebbels die Taufpatenschaft von Wilkes Sohn übernahm.
In dieser Stellung war Wilke bei der Berliner SA äußerst unpopulär, da er als Verkörperung der Arroganz des Parteiapparates der NSDAP gegenüber der SA als der Parteitruppe/dem Straßenkampfverband der Partei angesehen wurde. Anlässlich der „1. Stennes-Revolte“ vom August/September 1930, einer Erhebung der Berliner SA gegen die Berliner Gauführung der NSDAP sowie gegen die Münchener Parteileitung, die ihren Höhepunkt in der gewaltsamen Besetzung des Quartiers der Berliner Gauleitung in der Hedemannstraße fand, lautete eine der zentralen Forderungen der meuternden Berliner SA-Männer an die Parteiführung, neben der Verbesserung der Finanzierung der SA (zumal der Berliner SA) die Entfernung des den Berliner SA-Männern verhassten Wilke von seinem Posten.
Im Oktober 1930 wurde Wilke auf Veranlassung von Goebbels daher, im Gefolge des großen Wahlsiegs der NSDAP bei der Reichstagswahl vom September 1930, bei dem sie die Zahl ihrer Reichstagsmandate verachtfachte, als Fraktionssekretär in den wachsenden bürokratischen Apparat eingebaut. In seinem Tagebuch begründete Goebbels die Versetzung Wilkes zur Reichstagsfraktion damit, dass Wilke dort „seine Talente anwenden“ könne, „ohne aufreizend auf das Publikum zu wirken“. Wilke war anschließend mehr als zwei Jahre lang im Apparat der NSDAP-Reichstagsfraktion tätig: Wie sich 1932 herausstellte, unterschlug er in dieser Stellung mehr als zwei Jahre lang regelmäßig Fraktionsgelder, die für die Reichsleitung der Partei bestimmt waren. Die Entdeckung von Wilkes Unterschlagungen löste einen parteiinternen Finanzskandal in der NSDAP aus. Den Forschungen Martin Dörings zufolge war der Wilke-Skandal wahrscheinlich auch der Grund dafür, das Hans Fabricius anstelle von Franz Stöhr das Amt des Fraktionsgeschäftsführer der NSDAP im Reichstag übernahm.
In seinem Tagebucheintrag vom 26. Oktober 1932 bezifferte Goebbels die Summe der von Wilke unterschlagenen Gelder auf 32.000 Reichsmark. Wilke wurde infolgedessen von seinem Posten in der NSDAP-Reichstagsfraktion entfernt und aus der Partei ausgeschlossen.
Am 25. Oktober 1932 kam der Untersuchungs- und Schlichtungsausschuss (USchlA) der Reichsleitung der NSDAP zum Schluss, dass Wilke gegen §4, Absatz 2 b und c der Parteisatzung verstoßen hatte, und beantragte deshalb seinen Ausschluss aus der Partei. Dazu führte der USchlA aus, dass Wilke als verantwortlicher Angestellter der Reichstagsfraktion Veruntreuungen im größten Maßstabe begangen habe, die durch Stöhr aufgedeckt worden seien und von Wilke auch nicht geleugnet worden wären. Kurz darauf schloss die Reichsleitung der Partei – den Antrag des USchlA annehmend – Wilke aus der NSDAP aus, wobei sie die Begründung des Antrages des USchlA wiederholte. Die Ausschlussverfügung wurde Wilke aber nicht mehr zugestellt, da er im November 1932 eigens aus der NSDAP austrat.
Wilkes weiteres Schicksal liegt weitgehend im Dunkeln: Ein aus dem Zusammenhang gerissenes Blatt seiner Parteigerichtsakte gibt an, dass Wilke im weiteren Verlauf der 1930er Jahre zeitweise als Leiter des Gausozialamtes Berlin amtierte und dass er sich in dieser Stellung Verbrechen zuschulden kommen ließ, für die er mit drei Jahren Zuchthaus bestraft wurde. Weiter findet sich in der Akte der Hinweis, dass Wilke zum Zeitpunkt der „Besetzung der Tschechoslovakei [sic!]“ also 1938 oder 1939 noch am Leben und verhaftet war.